# 瀬下明
瀬下 明（せした あきら、1941年8月29日 - ）は、日本の経営者。あいおい損害保険社長を務めた。神奈川県出身。

## 経歴・人物
1967年に早稲田大学商学部を卒業し、同年に大東京火災海上保険に入社した。1994年6月に取締役に就任し、1995年6月に常務、1997年6月に専務を経て、1998年6月には社長に就任した。2001年4月にはあいおい損害保険社長に就任し、2004年6月に会長を経て、2007年6月には特別顧問に就任。